# Arenales (volcan)
Pour les articles homonymes, voir Arenales.
L'Arenales est un volcan du Chili, en bordure du champ de glace Nord de Patagonie, dont la nature n'a été découverte qu'en 1963. Considéré comme éteint, il a cependant connu une petite éruption le 8 mars 1979.